# New York Film Critics Circle Award al miglior regista
Il New York Film Critics Circle Award al miglior regista (New York Film Critics Circle Award for Best Director) è un premio cinematografico assegnato ogni anno dai membri del New York Film Critics Circle al miglior regista di un film distribuito negli Stati Uniti.

## Albo d'oro

### Anni 1930
- 1935: John Ford - Il traditore (The Informer)
- 1936: Rouben Mamoulian - Notti messicane (The Gay Desperado)
- 1937: Gregory La Cava - Palcoscenico (Stage Door)
- 1938: Alfred Hitchcock - La signora scompare (The Lady Vanishes)
- 1939: John Ford - Ombre rosse (Stagecoach)

### Anni 1940
- 1940: John Ford - Furore (The Grapes of Wrath) e Lungo viaggio di ritorno (The Long Voyage Home)
- 1941: John Ford - Com'era verde la mia valle (How Green Was My Valley)
- 1942: John Farrow - L'isola della gloria (Wake Island)
- 1943: George Stevens - Molta brigata vita beata (The More the Merrier)
- 1944: Leo McCarey - La mia via (Going My Way)
- 1945: Billy Wilder - Giorni perduti (The Lost Weekend)
- 1946: William Wyler - I migliori anni della nostra vita (The Best Years of Our Lives)
- 1947: Elia Kazan - Barriera invisibile (Gentleman's Agreement)
- 1948: John Huston - Il tesoro della Sierra Madre (The Treasure of the Sierra Madre)
- 1949: Carol Reed - Idolo infranto (The Fallen Idol)

### Anni 1950
- 1950: Joseph L. Mankiewicz - Eva contro Eva (All About Eve)
- 1951: Elia Kazan - Un tram che si chiama Desiderio (A Streetcar named Desire)
- 1952: Fred Zinnemann - Mezzogiorno di fuoco (High Noon)
- 1953: Fred Zinnemann - Da qui all'eternità (From Here to Eternity)
- 1954: Elia Kazan - Fronte del porto (On the Waterfront)
- 1955: David Lean - Tempo d'estate (Summertime)
- 1956: John Huston - Moby Dick, la balena bianca (Moby Dick)
- 1957: David Lean - Il ponte sul fiume Kwai (The Bridge on the River Kwai)
- 1958: Stanley Kramer - La parete di fango (The Defiant Ones)
- 1959: Fred Zinnemann - La storia di una monaca (The Nun's Story)

### Anni 1960
- 1960:
  - Billy Wilder - L'appartamento (The Apartment)
  - Jack Cardiff - Figli e amanti (Sons and Lovers)
- 1961: Robert Rossen - Lo spaccone (The Hustler)
- 1962: cerimonia annullata
- 1963: Tony Richardson - Tom Jones
- 1964: Stanley Kubrick - Il dottor Stranamore - Ovvero: come ho imparato a non preoccuparmi e ad amare la bomba (Dr. Strangelove or: How I Learned to Stop Worrying and Love the Bomb)
- 1965: John Schlesinger - Darling
- 1966: Fred Zinnemann - Un uomo per tutte le stagioni (A Man for All Seasons)
- 1967: Mike Nichols - Il laureato (The Graduate)
- 1968: Paul Newman - La prima volta di Jennifer (Rachel, Rachel)
- 1969: Costa-Gavras - Z - L'orgia del potere (Z)

### Anni 1970
- 1970: Bob Rafelson - Cinque pezzi facili (Five Easy Pieces)
- 1971: Stanley Kubrick - Arancia meccanica (A Clockwork Orange)
- 1972: Ingmar Bergman - Sussurri e grida (Viskningar och rop)
- 1973: François Truffaut - Effetto notte (La Nuit américaine)
- 1974: Federico Fellini - Amarcord
- 1975: Robert Altman - Nashville
- 1976: Alan J. Pakula - Tutti gli uomini del presidente (All the President's Men)
- 1977: Woody Allen - Io e Annie (Annie Hall)
- 1978: Terrence Malick - I giorni del cielo (Days of Heaven)
- 1979: Woody Allen - Manhattan

### Anni 1980
- 1980: Jonathan Demme - Una volta ho incontrato un miliardario (Melvin and Howard)
- 1981: Sidney Lumet - Il principe della città (Prince of the City)
- 1982: Sydney Pollack - Tootsie
- 1983: Ingmar Bergman - Fanny e Alexander (Fanny och Alexander)
- 1984: David Lean - Passaggio in India (A Passage to India)
- 1985: John Huston - L'onore dei Prizzi (Prizzi's Honor)
- 1986: Woody Allen - Hannah e le sue sorelle (Hannah and Her Sisters)
- 1987: James L. Brooks - Dentro la notizia - Broadcast News (Broadcast News)
- 1988: Chris Menges - Un mondo a parte (A World Apart)
- 1989: Paul Mazursky - Nemici, una storia d'amore  (Enemies, A Love Story)

### Anni 1990
- 1990: Martin Scorsese - Quei bravi ragazzi (Goodfellas)
- 1991: Jonathan Demme - Il silenzio degli innocenti (The Silence of the Lambs)
- 1992: Robert Altman - I protagonisti (The Player)
- 1993: Jane Campion - Lezioni di piano (The Piano)
- 1994: Quentin Tarantino - Pulp Fiction
- 1995: Ang Lee - Ragione e sentimento (Sense and Sensibility)
- 1996: Lars von Trier - Le onde del destino (Breaking the Waves)
- 1997: Curtis Hanson - L.A. Confidential
- 1998: Terrence Malick - La sottile linea rossa (The Thin Red Line)
- 1999: Mike Leigh - Topsy-Turvy - Sotto-sopra (Topsy-Turvy)

### Anni 2000
- 2000: Steven Soderbergh - Erin Brockovich - Forte come la verità (Erin Brockovich) e Traffic
- 2001: Robert Altman - Gosford Park
- 2002: Todd Haynes - Lontano dal paradiso (Far from Heaven)
- 2003: Sofia Coppola - Lost in Translation - L'amore tradotto (Lost in Translation)
- 2004: Clint Eastwood - Million Dollar Baby
- 2005: Ang Lee - I segreti di Brokeback Mountain (Brokeback Mountain)
- 2006: Martin Scorsese - The Departed - Il bene e il male (The Departed)
- 2007: Joel ed Ethan Coen - Non è un paese per vecchi (No Country for Old Men)
- 2008: Mike Leigh - La felicità porta fortuna - Happy Go Lucky (Happy-Go-Lucky)
- 2009: Kathryn Bigelow - The Hurt Locker

### Anni 2010
- 2010: David Fincher - The Social Network
- 2011: Michel Hazanavicius - The Artist
- 2012: Kathryn Bigelow - Zero Dark Thirty
- 2013: Steve McQueen - 12 anni schiavo (12 Years a Slave)
- 2014: Richard Linklater - Boyhood
- 2015: Todd Haynes - Carol
- 2016: Barry Jenkins - Moonlight
- 2017: Sean Baker - Un sogno chiamato Florida (The Florida Project)
- 2018: Alfonso Cuarón - Roma
- 2019: Josh e Benny Safdie - Diamanti grezzi (Uncut Gems)

### Anni 2020
- 2020: Chloé Zhao - Nomadland
- 2021: Jane Campion - Il potere del cane (The Power of the Dog)[2]
- 2022: S. S. Rajamouli - RRR[3]
- 2023: Christopher Nolan - Oppenheimer[4]
- 2024: RaMell Ross – Nickel Boys [5]